# Johan Ludwig Mowinckel
Johan Ludwig Mowinckel, född 22 oktober 1870 i Bergen, död 30 september 1943 i New York, var en norsk politiker som representerade Venstre. Han var tre gånger Norges stats- och utrikesminister.

## Biografi
Efter universitetsstudier och vistelse i Tyskland, Storbritannien och Frankrike, ingick Mowinckel efter hemkomsten till Bergen i Christian Michelsens rederifirma. Från 1898 var han VD för det av honom själv grundade A/S J. Ludwig Mowinckels rederi i Bergen. Medlem av Bergens kommunstyrelse 1899-1918, kommunstyrelsens ordförande 1902-06 och 1911-13, tillhörde Mowinckel Stortinget som riksdagsman 1906-09, 1913-18 och från 1922. Han var president i Odelstinget 1913-15, i Stortinget 1916-18 samt var Stortingets vicepresident 1927-28 och var då dessutom Venstres stortingsledare 1916-18 och från 1927 dess partiledare. Efter Gunnar Knudsens tillbakaträdande 1921 var Mowinckel Venstres stora kraft, och hade troligen redan tidigare blivit regeringsmedlem, om det inte hindrats av att han inte tillhörde statskyrkan. Genom en lag 15 maj 1919, "lex Mowinckel", försvann detta hinder. Som handelsminister 1921-22 och utrikesminister 1922-23 i Otto Blehrs andra regering spelade han en ledande roll vid de svåra och politiskt betydelsefulla handelstraktatsförhandlingarna med Spanien och Portugal. Åren 1924-1926 var Mowinckel stats- och utrikesminister i en ren vänsterregering och praktiserade redan nu metoden att utan hänsyn till valnederlag i oktober 1924 sitta kvar vid styret för att från fall till fall samverka med de övriga partigrupperingar, som visade sig villiga att principiellt stödja och därmed politiskt trygga regeringens intentioner. Åren 1928-1931 och åter från 3 mars 1933 till 1935 var Mowinckel på nytt stats- och utrikesminister.
Trots vänsterns och övriga borgerliga partiers valnederlag i oktober 1933 avvisade Mowinckel under trontalsdebatten i januari 1934 med framgång såväl arbetarpartiets förlag till misstroendevotum som bondepartiets hemställan om samlingsregering på antisocialistisk grund. Under Mowinckel ledning vidtogs betydelsefulla åtgärder speciellt på handels- och utrikespolitiskt område, handelsavtal slöts med Sovjetunionen 1921, Spanien 1922, och Östgrönlandsavtalet slöts 1924. Mowinckel visade stort intresse för det mellanskandinaviska arbetet och var från 1925 medlem av Stortingets Nobelkommitté.